# Parti du Nouvel Iran
Le parti Iran-Novin ou Parti du Nouvel Iran (en persan : حزب ایران نوین‎) était un parti de l'Empire d'Iran, fondé en 1963 par Hassan Ali Mansour et ses collaborateurs.

## Histoire
À l'origine le nom du parti fut jusqu'en 1965 l'Association progressive. Lors des élections législatives de septembre 1963, le parti du Nouvel Iran remporta la majorité des sièges (140 sur 200 au Majlis) contre l'Union démocratique du centre (Mardom). L'ancien Parti au pouvoir, Melliun, avait été remplacé par le Parti du Nouvel Iran du premier ministre Hassan Ali Mansour.
Les postes gouvernementaux furent uniquement confiés à des membres d'Iran Novin. Cela eut pour conséquence de faire passer beaucoup de parlementaires de l’UDC à l'Iran Novin. Pour Mohammad Reza Shah, cette évolution fut positive. Ainsi, il lui était possible de regrouper toutes les forces politiques dans un seul parti, les querelles des partis n'affaiblissant plus l'action gouvernementale.
Le Parti du Nouvel Iran remporta les élections législatives de 1967, avec une majorité de 180 sièges sur 219, et les élections de 1971 et comme celles de 1968, 230 sièges sur 268 au parlement. Le 2 mars 1975, le shah dissout le système bipartite qu'il n'estimait pas assez efficace et obsolète et pour la future politique de développement. Il fut donc décidé qu'à l'avenir, seul, un seul parti politique représenterait à la fois le gouvernement comme les forces d'opposition. L'Iran Novin fusionna avec le Parti populaire pour création du parti Rastakhiz. Il semble cependant que le shah ait avant tout voulu réduire l'influence trop grande de son premier ministre, Amir Abbas Hoveida, au sein d'Iran Novin. Mais, pour ménager son premier ministre, il le nomma secrétaire général du nouveau parti, tout en essayant de contrecarrer son influence via d'autres hommes forts au sein du parti unique, dont Houchang Ansari et Jamshid Amouzegar.